# Marit van Bohemen
Pour les articles homonymes, voir Van Bohemen.
Marit van Bohemen, née le 16 septembre 1971 à Wormerveer, est une actrice et présentatrice néerlandaise.

## Filmographie

### Cinéma et téléfilms
- 1996 : 12 steden, 13 ongelukken (nl) : Jeanne
- 1997 : Vijf uur eerder : Lisa
- 1997 : Goudkust (nl) : Bianca Sterman
- 1997 : Het Zonnetje in Huis (nl) : La sœur de Hoefzag
- 1998 : Oud geld (nl) : La femme du coffecteur
- 2000 : Auberge de Vlaamsche Pot : Dirkje
- 2001 : Dok 12 : Sonja
- 2002 : Onderweg naar Morgen : Carlijn van Bussum
- 2002 : Spangen (nl) : Sara
- 2003 : Schiet mij maar lek (nl) : Le décoratrice d'intérieur italienne
- 2004 : Costa! (nl) : Carola
- 2006 : Eigenheimers (nl) : Margje van der Leek
- 2008 : We gaan nog niet naar huis (nl) : Erika
- 2009-2010 : Voetbalvrouwen (nl) : Solange de Reuver
- 2011 : Het Huis Anubis en de Vijf van het Magische Zwaard (nl) : Tineke
- 2012 : Koen Kampioen (nl) : Heleen
- 2013 : Leve Boerenliefde (nl) : Aggie Helder
- 2015 : Hemelpoort : La maman
- 2015 : Who am I (nl) : La femme
- 2016-2017 : Dokter Tinus : Leonie Santberg
- 2017 : Het Spijkerpaleis : Chantal Kuiper
- 2019 : Judas (nl) : Sonja Holleeder

## Animation
- 1995 : Megafestatie sur RTL 5 : Présentatrice
- 1999-2000 : Klussen met Kijkers sur SBS 6 : Présentatrice
- 1999-2000 : Tuinieren met Kijkers sur SBS 6 : Présentatrice
- 2002-2003 : GayTeam sur NET 5 : Présentatrice
- 2004-2008 : CampingLife sur RTL 4 : Présentatrice
- 2009 : De Taalmeester sur Teleac (en) : Présentatrice